# Jan Suchopárek
Jan Suchopárek (* 23. září 1969 Kladno) je bývalý český fotbalový obránce a reprezentant. Trenérskou kariéru započal jako šéftrenér mládeže v českém klubu SK Kladno, poté byl asistentem v FK Dukla Praha. Od roku 2016 byl trenérem české reprezentace U19. V srpnu 2021 se stal trenérem české fotbalové jednadvacítky.

## Klubová kariéra
Nejvyšší českou soutěž hrál poprvé na vojně v dresu Dukly Praha, v roce 1991 přestoupil do pražské Slavie, kde působil až do roku 1996. Sezóna 1995/1996 byla nejúspěšnější v jeho kariéře. S reprezentací vybojoval stříbro na ME v Anglii a se Slavií, ve které nosil kapitánskou pásku, vyhrál českou ligu. V létě přestoupil do Racingu Štrasburk, který za něj Slavii zaplatil 20 milionů korun. O tři roky později odešel do klubu Tennis Borussia Berlin, který tehdy hrál druhou nejvyšší německou soutěž. V sezoně 1999/2000 však tento klub sestoupil do regionální soutěže a tím se stal amatérským klubem. Proto se v té době zraněný Suchopárek vrátil do Slavie. Do základní sestavy se však již neprobojoval a na čas byl dokonce přeřazen do B mužstva. Poslední ligové utkání odehrál na jaře 2003 na Strahově proti Viktorii Žižkov. V létě 2003 odešel jako volný hráč do svého mateřského oddílu SK Kladno, kde odehrál dvě sezóny. Vytvořil zde stoperskou dvojici s Janem Trousilem.

### Ligová statistika
Údaje z časopisu Fotbal (duben 2000).
| Ročník  | Klub                   | Liga                            | Zápasy | Góly |
| ------- | ---------------------- | ------------------------------- | ------ | ---- |
| 1986/87 | Poldi Kladno           | II. ČNL                         | ?      | ?    |
| 1987/88 | Poldi Kladno           | II. ČNL                         | ?      | ?    |
| 1988/89 | Dukla Praha            | Československá fotbalová liga   | 3      | 1    |
| 1989/90 | Dukla Praha            | Československá fotbalová liga   | 24     | 0    |
| 1990/91 | Dukla Praha            | Československá fotbalová liga   | 29     | 6    |
| 1991/92 | Slavia Praha           | Československá fotbalová liga   | 30     | 3    |
| 1992/93 | Slavia Praha           | Československá fotbalová liga   | 28     | 9    |
| 1993/94 | Slavia Praha           | 1. česká fotbalová liga         | 26     | 6    |
| 1994/95 | Slavia Praha           | 1. česká fotbalová liga         | 26     | 5    |
| 1995/96 | Slavia Praha           | 1. česká fotbalová liga         | 22     | 1    |
| 1996/97 | Racing Strasbourg      | Division 1                      | 30     | 0    |
| 1997/98 | Racing Strasbourg      | Division 1                      | 17     | 1    |
| 1998/99 | Racing Strasbourg      | Division 1                      | 29     | 0    |
| 1999/00 | Tennis Borussia Berlin | 2. německá fotbalová Bundesliga | 23     | 1    |
| 2000/01 | Slavia Praha           | 1. česká fotbalová liga         | ?      | ?    |
| 2001/02 | Slavia Praha           | 1. česká fotbalová liga         | ?      | ?    |
| 2002/03 | Slavia Praha           | 1. česká fotbalová liga         | ?      | ?    |
| 2003/04 | SK Kladno              | 2. česká liga                   | ?      | ?    |
| 2004/05 | SK Kladno              | 2. česká liga                   | ?      | ?    |

## Reprezentační kariéra
Poprvé nastoupil Jan Suchopárek za národní výběr Československa 25. září 1991 v přátelském utkání proti domácímu Norsku, které hosté vyhráli 3:2, Suchopárek odehrál plný počet minut.
Bilance Jana Suchopárka:
- za Československo: 13 zápasů, 5 výher, 4 remízy, 4 prohry, 0 vstřelených gólů.
- za Českou republiku: 48 zápasů, 31 výher, 10 remíz, 7 proher, 4 vstřelené góly.

### Reprezentační góly a zápasy
Góly Jana Suchopárka za reprezentační A-mužstvo České republiky 
| Gól | Datum       | Stadion                         | Soupeř  | Skóre (min.) | Výsledek | Soutěž                   | Gól         |
| --- | ----------- | ------------------------------- | ------- | ------------ | -------- | ------------------------ | ----------- |
| 010 | 05. 6. 1994 | Lansdowne Road, Dublin, Irsko   | Irsko   | 01:30 (86.)  | 1:3      | přátelské utkání         | padl ze hry |
| 02  | 16. 8. 1995 | Ullevaal, Oslo, Norsko          | Norsko  | 01:10 (84.)  | 1:1      | kvalifikace na Euro 1996 | padl ze hry |
| 03  | 26. 3. 1996 | Vítkovice, Ostrava              | Turecko | 01:00 (14.)  | 3:0      | přátelské utkání         | padl ze hry |
| 04  | 19. 6. 1996 | Anfield Road, Liverpool, Anglie | Rusko   | 01:00 (7.)   | 3:3      | Euro 1996                | padl ze hry |

| Rok    | Zápasy | Góly |
| ------ | ------ | ---- |
| 1991   | 3      | 0    |
| 1992   | 4      | 0    |
| 1993   | 6      | 0    |
| Celkem | 13     | 0    |

| Rok    | Zápasy | Góly |
| ------ | ------ | ---- |
| 1994   | 8      | 1    |
| 1995   | 7      | 1    |
| 1996   | 11     | 2    |
| 1997   | 5      | 0    |
| 1998   | 8      | 0    |
| 1999   | 8      | 0    |
| 2000   | 1      | 0    |
| Celkem | 48     | 4    |

## Úspěchy
- mistr české ligy: (1995/1996)
- vítěz československého poháru (1990)
- vítěz českého poháru (2002)
- vítěz francouzského ligového poháru (1997)
- semifinalista poháru UEFA (1995/1996)
- finalista Eura 1996

## Trenérská kariéra
Během působení v Kladně v letech 2003–2005 Suchopárek získal po dvou letech studií UEFA Profi trenérskou licenci. Od roku 2003 do roku 2010 působil jako šéftrenér mládeže SK Kladno.
V roce 2010 poprvé trénoval mužský fotbal, když se stal asistentem Luboše Kozla v FK Dukla Praha Zároveň působil jako trenér reprezentace U21. Na konci sezony 2015–16 nebyla Kozlovi a Suchopárkovi prodloužena smlouva a Suchopárek se stal trenérem reprezentace U19, kde na postu vystřídal Pavla Maluru.